# Kladanj
Kladanj è un comune della Federazione di Bosnia ed Erzegovina situato nel Cantone di Tuzla con 13.041 abitanti al censimento 2013.

## Storia
Il comune è menzionato per la prima volta in un documento ufficiale nel 1168. Occupato in seguito dall'Impero ottomano, compare in un documento del 1469 nel quale si parla di un grande mercato che si tiene ogni giovedì.

## Economia
Situato in una zona montuosa e boschiva, il comune trae la maggior parte delle sue risorse dal commercio di legname. Tra le industrie del settore, spicca la Sokolina.